# Антоніо Морено
Антоніо «Тоні» Морено (англ. Antonio Moreno; нар. 26 вересня 1887, Мадрид, Іспанія — 15 лютого 1967, Беверлі-Гіллз, Каліфорнія, США) — американський кіноактор.

## Біографія
Антоніо Гарідо Монтеагудо народився в Мадриді, у віці чотирнадцяти років емігрував до Сполучених Штатів Америки та оселився в штаті Массачусетс. Після закінчення своєї освіти він став актором театру для регіональних постановок. У 1912 році він переїхав до Голлівуду в Каліфорнії, де підписав контракт із студіями Vitagraph.

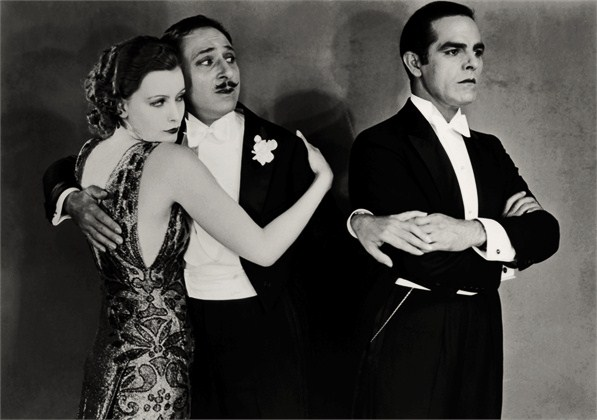
У фільмі «Спокусниця»

На початку своєї кінокар'єри Морено грав ролі латинських коханців та інших персонажів латинського походження, таких як Рамон Новарро та Рудольф Валентіно. Спочатку він носив характерні вуса, однак шведський режисер Моріц Стілер вважав, що актор виглядав з ними як італійський офіціант, і попросив їх зголити.

## Поява звуку
У кінці 20-тих і на початку 30-тих років появилося звукове кіно і Морено, який говорив із значним іспанським акцентом, почав зазнавати труднощів в англомовних фільмах. Однак, він почав зніматися також у мексиканських кінострічках. Перший звуковий мексиканський фільм «Санта» (1932) був розхвалений критиками як один з кращих мексиканських фільмів епохи.
З середини 1930-х до кінця 40-х років Морено поступово відвойовував своє попереднє становще в голлівудській кар'єрі та знову грав помітні ролі як характерний актор. Зокрема успішними були його роль у класичному фільмі жахів «Істота з Чорної лагуни» 1954 року та роль Еміліо Габрієля Фернандеса і Фігероя у вестерні «Шукачі». Наприкінці 1950-х років Морено завершив свою кар'єру у кінематографі.

## Фільмографія
- 1912 — Невидимий ворог / (An Unseen Enemy) — людина на мості
- 1918 — Залізний тест / (The Iron Test) — Альберт Бересфорд
- 1922 — Моя американська дружина / (My American Wife) — Мануель ла Теса
- 1923 — Іспанська танцівниця / (The Spanish Dancer) — Дон Сезар де Базан
- 1926 — Спокусниця / (The Temptress) — Мануель Робледо
- 1926 — Наше море / (Mare Nostrum) — Юлісіз Ферагу
- 1927 — Це
- 1927 — Венера Венеції / (Venus of Venice) — Кеннет Вільсон
- 1930 — Мертві / (La Voluntad del muerto) — Пабло
- 1946 — Лиха слава / (Notorious) — сеньйор Ортіза
- 1956 — Шукачі / (The Searchers) — Еміліо Габрієль Фернандес і Фігероя